# Trigonostemon cochinchinensis
Trigonostemon cochinchinensis är en törelväxtart som beskrevs av François Gagnepain. Trigonostemon cochinchinensis ingår i släktet Trigonostemon och familjen törelväxter.
Artens utbredningsområde är Vietnam. Inga underarter finns listade i Catalogue of Life.